# Echeveria amoena

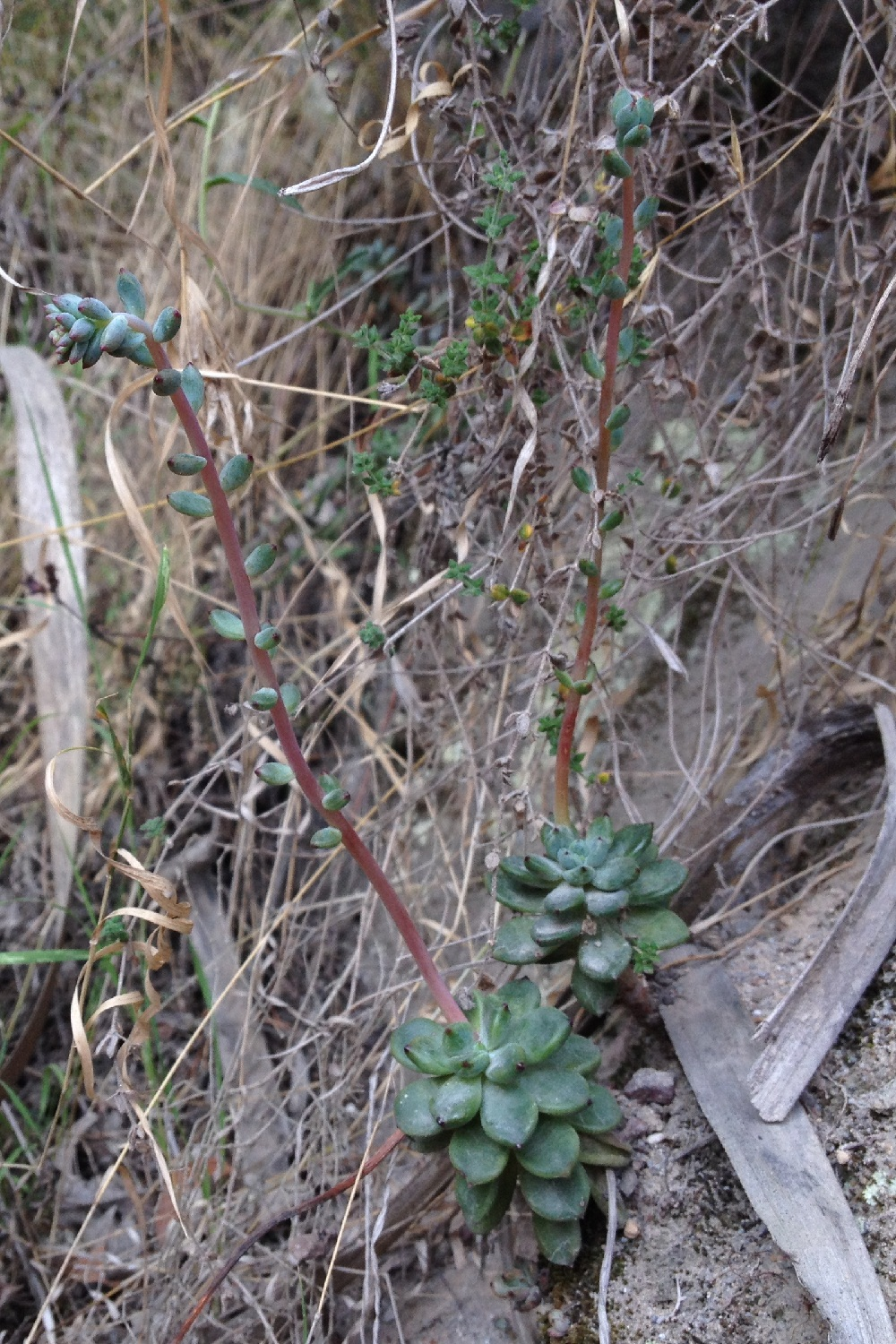
En su hábitat

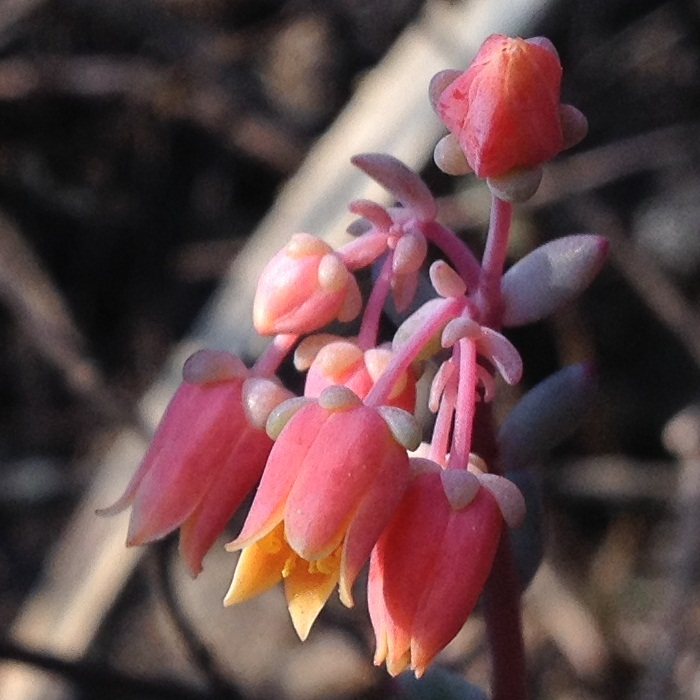
Detalle de la inflorescencia

Echeveria amoena es una planta suculenta de la familia de las crasuláceas, endémica de las zonas semiáridas los estados mexicanos de Puebla, Tlaxcala y Veracruz.

## Descripción
Es una planta herbácea, perenne, glabra, acaule o con un tallo de hasta 8 cm de largo. Crece en forma de roseta compacta, comúnmente de menos de 5 cm de diámetro, con hojas carnosas glaucas, obovadas-oblanceoladas, de margen entero y ápice acuminado.
La inflorescencia es un cincino simple, rojizo, de 10 a 22.5 cm de alto, con varias brácteas alternas ascendentes, suculentas, de color verde, rojizo o rosa-anaranjado. La corola incluye pétalos similares a las brácteas.

## Taxonomía
Echeveria amoena fue descrita en 1875 por Édouard Morren, atribuida a Louis de Smet, en Annales de Botanique et d’Horticulture 25: 216.
Etimología
Ver: Echeveria
amoena: epíteto latino que significa "agradable" o "encantadora"

## Sinonimia
- Echeveria microcalyx Britton & Rose [irresoluto][5]
- Echeveria pusilla A.Berger[3][6]

Echeveria amoena también forma el híbrido Echeveria subalpina x amoena, que es considerado por algunos autores como la especie E. meyraniana.